# Каранасуф
Каранасуф (на румънски: Istria, старо Caranasuf) е село в Румъния, център на община в окръг Кюстенджа (Констанца), Северна Добруджа.

## История
Каранасуф е старо село в Северна Добруджа, в миналото населявано от българи. Селото днес е прекръстено на Истрия на името на античния град Истрия, чиито развалини се намират в съседство.
В 1856–1859 година местните българи вдигат църквата „Свети Никола“ известна днес и с името „Света Троица“. След Берлинския договор през 1879 година селото попада в Кралство Румъния. По време на Първата световна война през 1916–1917 година селото е окупирано от Трета българска армия и е обект на особен интерес за Научната експедиция в Добруджа със своето средновековно укрепление, в което са намерени преупотребени като строителен материал каменни надписи на старогръцки и латински език.
Според данни в пресата през 1917 г. жители на Каранасуф отправят писмо до министър-председателя на Царство България Теодор Теодоров, в което писмено изказват своето негодувание срещу опитите да се представи техния край като населен с небългарско мнозинство. Запазени са и именната на десетки местни дарители на Народо-спомагателния фонд „Добруджа“ от същия период.
Българското население на Каранасуф се изселва в България по силата на подписаната през септември 1940 година Крайовска спогодба.

## Личности
Родени в Каранасуф
- Колю Иванов Костадинов, български военен деец, подофицер, загинал през Втората световна война[4]
- проф. д-р Стефан Тодоров, български професор по психиатрия и медицинска психология[5]